# Funaria annulata
Funaria annulata är en bladmossart som beskrevs av Bescherelle 1872. Funaria annulata ingår i släktet spåmossor, och familjen Funariaceae. Inga underarter finns listade i Catalogue of Life.